# Sarek (Star Trek)
Sarek är en fiktiv rollfigur i Star Trek-universumet. Sarek är en Vulcan-ambassadör och far till Spock. Han spelades huvudsakligen av skådespelaren Mark Lenard. Jonathan Simpson spelade en yngre Sarek i Star Trek V - Den yttersta gränsen, medan Lenard dubbade karaktärens röst. Ben Cross spelade Sarek i den elfte Star Trek-filmen Star Trek.
Rollfiguren dyker upp i originalserien Star Trek: The Original Series, den animerade serien, fyra Star Trek-filmer, två episoder av Star Trek: The Next Generation samt i ett flertal Star Trek-böcker och serietidningar.

## Historia
Sarek, den legendariske Vulcan-ambassadören för United Federation of Planets, föddes år 2165, som son till Skon och en aldrig identifierad Vulcan-kvinna. Hans farfar, Solkar, var den förste Vulcan-ambassadören på Jorden.
Sarek var gift två gånger under sin berömda karriär, vilket undervisades om på historielektionerna på Vulcan och Federationen redan innan han dog 203 år gammal. Tiden före sitt första äktenskap var han involverad med en Vulcan-prästinna vid namn T'Rea. Sarek kom senare att gifta sig med en människa vid namn Amanda Grayson. Efter Amandas död gifte han om sig med Perrin, en annan människa, som överlevde honom.
Sareks prestationer var många och inkluderade Coridan admission-debatten år 2267 inför Federationens råd, tidiga Klingon-fördrag samt hans otroliga 93-åriga ansträngningar att få till stånd ett Federationen-Legaran-fördrag. Som kontrast var hans privatliv stormigt, även för en Vulcan. T'Rea födde hans förste son, Sybok, år 2224. Vid något tillfälle dog T'Rea och Sybok kom att leva med Sarek, hans styvmor och hans halvbroder. Sybok kom senare att bli förvisad från Vulcan på grund av att han vägrade sin logiska uppfostran och att han uppmuntrade andra att följa honom i hans fruktlösa försök av religiösa uppvaknanden.
Sareks andre son, Spock, gick med i Stjärnflottan. Han opponerade sig starkt emot beslutet, som resulterade i att de båda avlägsnades från varandra i åratal framöver. Under ett Enterprise-uppdrag hjälpte Spock till att rädda sin fars liv, vilket ledde till att far och son blev försonade.
Efter Spocks påtagliga död i Star Trek II Khans vrede var det Sarek som gick till amiral James T. Kirk för att be honom att ta med sig Spocks kropp och Dr. Leonard McCoy, som bar på Spocks katra, tillbaka till Vulcan. Först trodde Sarek att det var Kirk som hade Spocks katra, men en mind-meld med Kirk visade sig inte vara sant. Det var videoinspelningarna från maskinrummet som bevisade att det var McCoy som bar på katran. 
Samtidigt hade Spocks kropp regenererats av Genesis Devicet. Under tuffa villkor lyckades Kirk ta med sig Spocks kropp och McCoy till Vulcan, där Sarek sedan utropade att fal-tor-pan-ritualen skulle genomföras. I slutändan återförenades Spocks kropp och hans katra. (Star Trek III: The Search for Spock.)
Kort efter Spocks återupplivning reste Sarek till Jorden för att medla åt Kirk och de övriga besättningsmedlemmarna av rymdskeppet Enterprise, som hade äventyrat och struntat i given order för att rädda Spock. Han stannade på Jorden då en utomjordisk sond närmade sig planeten för att söka efter svar, vilket den inte fick eftersom den kommunicerade med en utdöd djurart, en speciell val. Kirk åkte tillbaka i tiden och tog med sig två stycken valar. Sarek var den förste att upptäcka när Klingon-skeppet Bird-of-Prey återinträdde i plantetens atmosfär i närheten av Stjärnflottans högkvarter. 
Senare, efter det att sonden hade lämnat Jordens bana, bevittnade Sarek mötet där Federationens råd uttalade domen mot Kirk, som permanent degraderade honom till kapten. Efteråt hade Sarek en privat diskussion med Spock där han erkände att hans son hade lyckats med sitt liv med en grupp av vänner av sällsynt kaliber. (Star Trek IV - Resan hem.)
Sareks nästa uppträdande var i Star Trek VI - The Undiscovered Country. Här ser man honom delta i Khitomer-Konferensen, som var det första diplomatiska genombrottet som ägde rum i samband med Klingonerna. Detta markerade även Mark Lenards sista uppträdande i denna roll, eftersom Sareks uppträdanden i Star Trek: The Next Generation spelades in före denna film.
Sarek fortsatte sitt arbete som en ambassadör och medlare åt Federationen i över ett århundrade. Några av hans aktiviteter i denna tidsram har utforskats i böcker om Star Trek. Sarek och Spock kom att fortsätta att gräla med jämna mellanrum efter Amandas död (Spock godkände inte att Sarek gifte om sig). Under debatterna angående Cardassierna, kom Spock att offentligt kritisera Sareks position. Samtidigt reagerade inte Sarek, och han såg inte ut som att ha blivit förnärmad av Spocks kritik, men hans tredje fru, Perrin, blev dock djupt förnärmad av dem.
I Star Trek: The Next Generation-episoden "Sarek", som utspelar sig år 2366, upptäckte man att Sarek hade fått Bendii-syndromet, en obotlig, degenerativ psykisk sjukdom som resulterade i att han blev okapabel att kontrollera sina känslor. För att slutföra Legaran-förhandlingarna ingick han en mind-meld med kapten Jean-Luc Picard, och kunde därmed använda Picards känslomässiga stabilitet för detta ändamål. Samtidigt mottog (och senare behöll) Picard element av Sareks minnen och även en del Vulcan-egenskaper, som till exempel kunskapen om metoden Vulcan nerve pinch. Picard blev således den andre kaptenen av ett rymdskepp med namnet Enterprise, som på bild visades ingå en mind-meld med Sarek. Dock hade Kirk ranken amiral samt var inte i tjänst på Enterprise vid tiden för sin mind-meld.
Sarek drog sig, efter detta uppdrag, tillbaka till Vulcan där han fortsatte att kämpa emot Bendii-syndromet i två år till. Han kom till slut att förlora sin kamp mot sjukdomen. Kort före sin död mötte han Picard för sista gången, och försåg honom med värdefull information om varför Spock reste till Romulus. Som sin sista vilja bad han Picard att tala om för hans son att han älskade honom. Kort därefter dog Sarek år 2368. ("Unification".) Picard lät sedan erbjuda Spock chansen att känna vad han och Sarek delade i sina mind-meld.

## Medverkan
Sarek medverkar i följande episoder och filmer:
Star Trek
- "Journey to Babel"

Star Trek: The Animated Series
- "Yesteryear"

Star Trek filmer
- Star Trek III
- Star Trek IV - Resan hem
- Star Trek V - Den yttersta gränsen
- Star Trek VI - The Undiscovered Country
- Star Trek

Star Trek: The Next Generation
- "Sarek" – Star Trek: The Next Generation (säsong 3) avsnitt 71
- "Unification, Del I"

Star Trek: Discovery 2017-
9 Avsnitt
- Such Sweet Sorrow (2019)

- Light and Shadows (2019)

- Brother (2019)

- Will You Take My Hand? (2018)

- The War Without, the War Within (2018)

- The Wolf Inside (2018)

- Lethe (2017)

- Battle at the Binary Stars (2017)

- The Vulcan Hello (2017)